# Pinkalicious & Peterrific
Pinkalicious & Peterrific est une série télévisée d'animation américaine en 13 épisodes et diffusée entre le 19 février 2018 sur le réseau PBS Kids.

## Titres internationaux
- / Anglais : Pinkalicious & Peterrific